# Green on Red
Green on Red est un groupe américain de rock alternatif, originaire de Tucson puis de la scène de Los Angeles.

## Histoire
Le groupe se forme en 1979 sous le nom de The Serfers, un quatuor composé de Dan Stuart (chant/guitare), Jack Waterson (basse), Van Christian (batterie, plus tard de Naked Prey) et Sean Nagore (orgue), rapidement remplacé par Chris Cacavas. À l'été 1980, les Serfers déménagent à Los Angeles, où ils changent leur nom en Green on Red (d'après le titre d'une de leurs chansons) pour éviter toute confusion avec la scène surf punk locale, et intègrent le mouvement Paisley Underground. Christian retourne à Tucson et est remplacé par le sideman de Lydia Lunch, Alex MacNicol.
Le groupe sort un EP en vinyle rouge ouvertement psychédélique, parfois appelé Two Bibles, bien que son premier disque largement disponible fût un EP publié en 1982 par le leader de Dream Syndicate, Steve Wynn, sur son propre label Down There. Green on Red suit The Dream Syndicate chez Slash Records, qui sort à l'automne 1983 l'album Gravity Talks, produit par Chris D., leader de The Flesh Eaters. Le guitariste Chuck Prophet, basé à San Francisco, se joint au groupe pour l'album Gas Food Lodging (Enigma) en 1985, après quoi MacNicol est remplacé à la batterie par Keith Mitchell (plus tard membre de Mazzy Star). En 2006, Gas est interprété en direct dans son intégralité dans le cadre de la série Don't Look Back organisée par All Tomorrow's Parties. Également en 1985, Stuart collabore avec Steve Wynn dans le rôle de "Danny & Dusty" sur l'album The Lost Weekend (A&M).
Un contrat avec un label majeur avec Phonogram/Mercury suit, avec l'EP de 7 chansons No Free Lunch sorti à l'été 1986. Une forte direction de la musique country est évidente. L'album The Killer Inside Me paraît un an plus tard, produit par Jim Dickinson aux Ardent Studios de Memphis.
Le groupe se sépare ensuite. Cacavas commence à enregistrer des albums sous son propre nom. Lorsque Stuart revient à l'enregistrement, il décide d'utiliser le nom Green on Red. En 1989, le groupe, désormais composé de Stuart et Prophet, sort Here Come the Snakes. Ils embauchent des musiciens d’accompagnement, dont Christopher Holland aux claviers. En 1991, ils sortent Scapegoats, mais après l'album Too Much Fun en 1992, Stuart cesse d'utiliser le nom.
Après Green on Red, Stuart enregistre l'album Retronuevo avec Al Perry en 1993, et le projet solo Can O'Worms en 1995, puis est le plus souvent en dehors du secteur de la musique. Prophet mène une carrière d'artiste solo et de sideman.
Cependant, en septembre 2005, le groupe se reforme dans son line-up de "l'âge d'or" composé de Stuart, Cacavas, Prophet et Waterson, avec Daren Hess remplaçant Alex MacNicol (décédé en 2004) pour jouer un concert unique en tant que dans le cadre des célébrations du 20e anniversaire du Congress Club à Tucson. Suit un spectacle à Londres le 10 janvier 2006 (apparemment pour terminer la tournée européenne avortée de 1987).
En 2007, Stuart et Wynn sortent leur deuxième album studio sous le nom de Danny & Dusty, Cast Iron Soul, chez Blue Rose Records. Danny & Dusty enchaînent la même année avec Here's to You Max Morlock—Live in Nuremberg, un double album live et DVD.
Dan Stuart forme The Slummers en 2010, avec J. D. Foster, Antonio Gramentieri et Diego Sapignoli. Ils sortent leur premier album Love of the Amateur et font une tournée en Europe un an plus tard.
En 2012, Dan Stuart réapparaît à Oaxaca de Juárez, au Mexique, et sort un nouveau disque solo, The Deliverance of Marlowe Billings.

## Discography
EPs
- Two Bibles (Green on Red, 1981)
- Green on Red (Down There, 1982)
- No Free Lunch (Mercury, 1985)

LPs
- Gravity Talks (Slash, 1983)
- Gas Food Lodging (Enigma, 1985)
- The Killer Inside Me (Mercury, 1987)
- Here Come the Snakes (Restless, 1989)
- This Time Around (China, 1989)
- Scapegoats (China, 1991)
- Too Much Fun (Off Beat, 1992)

Lives et compilations
- Live At The Town And Country Club (China Records 1989)
- The Little Things in Life (China Records 1991)
- Archives: What We Were Thinking (Normal Records, 1998)
- Valley Fever - Live at the Rialto (Blue Rose Records - CD + DVD 2006)
- BBC Sessions (Maida Vale Records, 2007)